# Neštin
Neštin (izvirno srbsko Нештин) je naselje v Srbiji, ki upravno spada pod Občino Bačka Palanka; slednja pa je del Južnobačkega upravnega okraja.

## Demografija
V naselju živi 738 polnoletnih prebivalcev, pri čemer je njihova povprečna starost 42,9 let (41,0 pri moških in 44,7 pri ženskah). Naselje ima 346 gospodinjstev, pri čemer je povprečno število članov na gospodinjstvo 2,60.
To naselje je, glede na rezultate popisa iz leta 2002, v glavnem srbsko.
|  |

| Demografija | Demografija     | Demografija     |
| Leto        | Št. prebivalcev | Št. prebivalcev |
| ----------- | --------------- | --------------- |
|             |                 |                 |
| 1900        | 2268            |                 |
| 1921        | 2412            |                 |
| 1931        | 2490            |                 |
| 1948        | 1120            |                 |
| 1953        | 1163            |                 |
| 1961        | 1217            |                 |
| 1971        | 1088            |                 |
| 1981        | 1043            |                 |
| 1991        | 1002            | 984             |
| 2002        | 927             | 900             |
|             |                 |                 |

| Etnična sestava po popisu iz leta 2002 | Etnična sestava po popisu iz leta 2002 | Etnična sestava po popisu iz leta 2002 | Etnična sestava po popisu iz leta 2002 | Etnična sestava po popisu iz leta 2002 |
| -------------------------------------- | -------------------------------------- | -------------------------------------- | -------------------------------------- | -------------------------------------- |
| Srbi                                   | Srbi                                   |                                        | 689                                    | 76,55%                                 |
| Hrvati                                 | Hrvati                                 |                                        | 86                                     | 9,55%                                  |
| Slovaki                                | Slovaki                                |                                        | 56                                     | 6,22%                                  |
| Jugoslovani                            | Jugoslovani                            |                                        | 5                                      | 0,55%                                  |
| Romi                                   | Romi                                   |                                        | 2                                      | 0,22%                                  |
| Muslimani                              | Muslimani                              |                                        | 2                                      | 0,22%                                  |
| Makedonci                              | Makedonci                              |                                        | 2                                      | 0,22%                                  |
| Albanci                                | Albanci                                |                                        | 2                                      | 0,22%                                  |
| Ukrajinci                              | Ukrajinci                              |                                        | 1                                      | 0,11%                                  |
| Nemci                                  | Nemci                                  |                                        | 1                                      | 0,11%                                  |
| Neznano                                | Neznano                                |                                        | 22                                     | 2,44%                                  |